# 911 (televizijska serija)
911 (engleski: 9-1-1) je američka dramska televizijska serija koja prati živote hitnih službi u Los Angelesu: policajaca, bolničara, vatrogasaca i dispečera. Serija od siječnja 2020. prikazuje i spin-off seriju, 911: Teksas. 
Serija je s prikazivanjem započela 3. siječnja 2018. na američkom Foxu. U svibnju 2023. Fox je otkazao seriju i obnovio je za sedmu sezonu na ABC-u. Sedma sezona premijerno je prikazana 14. ožujka 2024. U travnju 2024. ABC je obnovio seriju za osmu sezonu koja je premijerno prikazana 26. rujna 2024. U Hrvatskoj serija se premijerno počela prikaziva od 29. svibnja 2018. na Star Channelu (tadašnjem Foxu).

## Pregled serije
Serija je s prikazivanjem započela 3. siječnja 2018. na američkom Foxu. U Hrvatskoj serija se premijerno počela prikazivat od 29. svibnja 2018. na Star Channelu (tadašnjem Foxu).
| Sezona | Sezona | Epizode | Izvorno prikazivanje | Izvorno prikazivanje | Hrvatsko prikazivanje | Hrvatsko prikazivanje |
| Sezona | Sezona | Epizode | Premijera            | Finale               | Premijera             | Finale                |
| ------ | ------ | ------- | -------------------- | -------------------- | --------------------- | --------------------- |
|        | 1.     | 10      | 3. siječnja 2018.    | 21. ožujka 2018.     | 29. svibnja 2018.     | 31. kolovoza 2018.    |
|        | 2.     | 18      | 23. rujna 2018.      | 13. svibnja 2019.    | 6. studenoga 2018.    | 11. lipnja 2019.      |
|        | 3.     | 18      | 23. rujna 2019.      | 11. svibnja 2020.    | 15. listopada 2019.   | 16. lipnja 2020.      |
|        | 4.     | 14      | 18. siječnja 2021.   | 24. svibnja 2021.    | 2. ožujka 2021.       | 15. lipnja 2021.      |
|        | 5.     | 18      | 20. rujna 2021.      | 16. svibnja 2022.    | 8. veljače 2022.      | 7. lipnja 2022.       |
|        | 6.     | 18      | 19. rujna 2022.      | 15. svibnja 2023.    | 22. veljače 2023.     | 21. lipnja 2023.      |
|        | 7.     | 10      | 14. ožujka 2024.     | 30. svibnja 2024.    | 4. lipnja 2024.       | 6. kolovoza 2024.     |
|        | 8.     | 18      | 26. rujna 2024.      | svibanj 2025.        | Još nije najavljeno   | Još nije najavljeno   |

## Glumačka postava
| Glumac                | Lik                    | Sezona   | Sezona   | Sezona | Sezona | Sezona   | Sezona | Sezona   | Sezona |
| Glumac                | Lik                    | 1.       | 2.       | 3.     | 4.     | 5.       | 6.     | 7.       | 8.     |
| --------------------- | ---------------------- | -------- | -------- | ------ | ------ | -------- | ------ | -------- | ------ |
| Angela Bassett        | Athena Grant           | Glavna   | Glavna   | Glavna | Glavna | Glavna   | Glavna | Glavna   | Glavna |
| Peter Krause          | Robert "Bobby" Nash    | Glavna   | Glavna   | Glavna | Glavna | Glavna   | Glavna | Glavna   | Glavna |
| Oliver Stark          | Evan "Buck" Buckley    | Glavna   | Glavna   | Glavna | Glavna | Glavna   | Glavna | Glavna   | Glavna |
| Aisha Hinds           | Henrietta "Hen" Wilson | Glavna   | Glavna   | Glavna | Glavna | Glavna   | Glavna | Glavna   | Glavna |
| Kenneth Choi          | Howard "Chimney" Han   | Glavna   | Glavna   | Glavna | Glavna | Glavna   | Glavna | Glavna   | Glavna |
| Rockmond Dunbar       | Michael Grant          | Glavna   | Glavna   | Glavna | Glavna | Glavna   |        |          |        |
| Connie Britton        | Abigail "Abby" Clark   | Glavna   |          |        |        |          |        |          |        |
| Jennifer Love Hewitt  | Maddie Han             |          | Glavna   | Glavna | Glavna | Glavna   | Glavna | Glavna   | Glavna |
| Ryan Guzman           | Edmundo "Eddie" Díaz   |          | Glavna   | Glavna | Glavna | Glavna   | Glavna | Glavna   | Glavna |
| Corinne Massiah       | May Grant              | Sporedni | Glavna   | Glavna | Glavna | Glavna   | Glavna | Gost     |        |
| Marcanthonee Jon Reis | Harry Grant            | Sporedni | Glavna   | Glavna | Glavna | Glavna   | Glavna |          |        |
| Elijah M. Cooper      | Harry Grant            |          |          |        |        |          |        | Sporedni |        |
| Gavin McHugh          | Christopher Díaz       |          | Sporedni | Glavna | Glavna | Glavna   | Glavna | Glavna   | Glavna |
| John Harlan Kim       | Albert Han             |          |          | Gost   | Glavna | Sporedni | Gost   |          |        |

## Spin-off
U svibnju 2019. najavljena je produkcija spin-offa u kojem bi glavni junak bio Rob Lowe. Televizijska serija, koja se u SAD-u prikazuje od 19. siječnja 2020., smještena je u Austinu, a nosi naziv 911: Teksas (eng. 9-1-1: Lone Star).
Dana 29. listopada 2024. nagađalo se da će još jedan spin-off biti smješten na lokaciji na Havajima. 

## Vanjske poveznice
- Službena stranica na Star Channel-u
- 911 u internetskoj bazi filmova IMDb-a